# Royal (Iowa)
Royal és una població dels Estats Units a l'estat d'Iowa. Segons el cens del 2000 tenia 479 habitants.

## Demografia
Segons el cens del 2000, Royal tenia 479 habitants, 194 habitatges, i 131 famílies. La densitat de població era de 637,7 habitants/km².
Dels 194 habitatges en un 35,6% hi vivien nens de menys de 18 anys, en un 51,5% hi vivien parelles casades, en un 11,3% dones solteres, i en un 32% no eren unitats familiars. En el 28,4% dels habitatges hi vivien persones soles el 14,4% de les quals corresponia a persones de 65 anys o més que vivien soles. El nombre mitjà de persones vivint en cada habitatge era de 2,47 i el nombre mitjà de persones que vivien en cada família era de 3,02.
Per edats la població es repartia de la següent manera: un 27,6% tenia menys de 18 anys, un 7,9% entre 18 i 24, un 26,7% entre 25 i 44, un 20,5% de 45 a 60 i un 17,3% 65 anys o més.
L'edat mediana era de 36 anys. Per cada 100 dones de 18 o més anys hi havia 97,2 homes.
La renda mediana per habitatge era de 37.500 $ i la renda mediana per família de 41.146 $. Els homes tenien una renda mediana de 29.107 $ mentre que les dones 18.281 $. La renda per capita de la població era de 18.118 $. Entorn del 3,3% de les famílies i el 4,7% de la població estaven per davall del llindar de pobresa.

## Poblacions més properes
El següent diagrama mostra les poblacions més properes.